# 바츨라프 4세

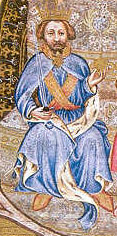
1390년대에 출간된 《벤첼 성경》에 그려진 삽화에 등장한 바츨라프 4세

바츨라프 4세(체코어: Václav IV., 독일어: Wenzel, 1361년 2월 26일 ~ 1419년 8월 16일)는 보헤미아의 국왕(재위: 1378년 11월 29일 ~ 1419년 8월 16일), 브란덴부르크의 선제후(재위: 1373년 10월 2일 ~ 1378년 11월 29일), 독일의 국왕(재위: 1376년 6월 10일 ~ 1400년 8월 20일), 룩셈부르크의 공작(재위: 1383년 12월 7일 ~ 1388년)이다. 룩셈부르크 왕가 출신이며 독일의 국왕 벤첼(독일어: Wenzel), 룩셈부르크의 공작 벤첼 2세(독일어: Wenzel II.)에 해당한다.

## 생애
뉘른베르크에서 신성 로마 제국의 황제이자 보헤미아의 국왕인 카를 4세(카렐 4세)의 그의 세 번째 아내인 시비드니차(Świdnica)의 안나(Anna)의 아들로 태어났다. 1373년 10월 2일에는 브란덴부르크의 선제후로 선출되었으며 1376년 6월 10일에는 독일의 국왕, 1378년 11월 29일에는 보헤미아의 국왕으로 즉위했다.
카를 4세는 자신의 아들을 위해 자신이 제국자유도시에 부여했던 여러 특권들을 몰수하고 귀족들에게 나누어 주었다. 이에 불만은 품은 슈바벤의 14개 도시들은 1376년 7월 4일에 슈바벤 도시 동맹을 결성하기에 이른다. 슈바벤 도시 동맹은 새로 선출된 독일의 국왕인 벤첼에 대항하면서 자신들의 권리를 주장했고 뷔르텐부르크 백작을 역임하고 있던 에베르하르트 2세(Eberhard II)가 소유하고 있던 영지를 공격했다. 슈바벤 도시 동맹은 1389년에 해체될 때까지 형성되었다.
1400년 8월 20일 라인란트의 선제후였던 루프레히트(Ruprecht), 마인츠 주교, 쾰른 주교, 트리어 주교는 라흐네크 성(Lahneck)에서 가진 모임에서 무능함, 게으름, 무관심, 비열함을 이유로 벤첼을 폐위시켰다. 1402년에는 동생인 지기스문트(Sigismund)와 체코 출신 귀족들에 의해 감옥에 수감되었지만 1403년 미쿨로프(Mikulov)의 영주였던 리히텐슈타인의 요한의 도움으로 빈의 감옥을 탈출했고 모라바의 성에서 은신하게 된다.
1415년 보헤미아의 종교 개혁가인 얀 후스가 콘스탄츠에서 화형당했고 이는 1419년 보헤미아에서 일어난 후스 전쟁으로 이어지게 된다. 1419년 사냥에 나서던 도중에 심장 마비로 사망했다.